# FK Xəzər Lənkəran
Der FK Xəzər Lənkəran (auch FK Xäzär Länkärän, international auch FK Khazar Lenkoran) ist ein aserbaidschanischer Fußballverein aus Lənkəran. Der Verein spielt in der zweithöchsten Spielklasse Aserbaidschans, der Birinci Divizionu und war 2007 Meister des Landes. Die Vereinsfarben sind grün-weiß.

## Geschichte
Der Verein wurde 1975 gegründet. Den größten Erfolg verbuchte der Verein 2007, als das aserbaidschanische Double (Meister und Pokalsieger) gefeiert werden konnte. Im Pokalfinale 2007 konnte sich die Mannschaft gegen MKT Araz İmişli mit 1:0 durchsetzen und wurde im gleichen Jahr mit zwei Punkten Vorsprung vor Neftçi Baku PFK Meister der Premyer Liqası. International spielte der Verein mehrmals in der Qualifikation zur Champions League und zum UEFA-Pokal. Durch diverse Sponsoren (hauptsächlich Erdölfirmen) gilt der Verein als Krösus im aserbaidschanischen Fußball. Seit 2016 nimmt der Verein nicht mehr am Profifußball teil.

## Stadion
Die Heimstätte des Vereins ist das Lənkəran-Stadtstadion mit einem Fassungsvermögen von 15.000 Plätzen.

## Erfolge
- Aserbaidschanischer Meister (1): 2007
- Aserbaidschanischer Pokalsieger (3): 2007, 2008, 2011
- Aserbaidschanischer Supercupsieger (2): 2007, 2013
- GUS-Pokal-Sieger (1): 2008

## Europapokalbilanz
| Saison  | Wettbewerb            | Runde                  | Gegner           | Gesamt    | Hin     | Rück          |
| ------- | --------------------- | ---------------------- | ---------------- | --------- | ------- | ------------- |
| 2005/06 | UEFA-Pokal            | 1. Qualifikationsrunde | FC Nistru Otaci  | 2:5       | 1:3 (A) | 1:2 (H)       |
| 2007/08 | UEFA Champions League | 1. Qualifikationsrunde | Dinamo Zagreb    | 0:3       | 1:1 (H) | 1:3 n. V. (A) |
| 2008/09 | UEFA-Pokal            | 1. Qualifikationsrunde | Lech Posen       | 2:5       | 0:1 (H) | 1:4 (A)       |
| 2010/11 | UEFA Europa League    | 1. Qualifikationsrunde | FC Olimpia Bălți | (a)1:1(a) | 0:0 (A) | 1:1 (H)       |
| 2011/12 | UEFA Europa League    | 2. Qualifikationsrunde | Maccabi Tel Aviv | 1:3       | 1:3 (A) | 0:0 (H)       |
| 2012/13 | UEFA Europa League    | 1. Qualifikationsrunde | JK Nõmme Kalju   | 4:2       | 2:2 (H) | 2:0 (A)       |
| 2012/13 | UEFA Europa League    | 2. Qualifikationsrunde | Lech Posen       | 1:3       | 1:1 (H) | 0:1 (A)       |
| 2013/14 | UEFA Europa League    | 1. Qualifikationsrunde | Sliema Wanderers | 2:1       | 1:1 (A) | 1:0 (H)       |
| 2013/14 | UEFA Europa League    | 2. Qualifikationsrunde | Maccabi Haifa    | 00:10     | 0:2 (A) | 0:8 (H)       |

Gesamtbilanz: 18 Spiele, 2 Siege, 7 Unentschieden, 9 Niederlagen, 14:33 Tore (Tordifferenz −19)

## Spieler
- Oktay Derelioğlu (2004–2005)
- Claudiu Răducanu (2008–2009)
- Ahmet Dursun (2009–2010)

## Trainer
| - Rasim Kara (2005–2007) - Wiktor Passulko (2006) - Tərlan Əhmədov (2009) - Mircea Rednic (2010–2011) | - Carles Baqués (2012–2013) - Yunis Hüseynov (2013, interim) - John Toshack (2013) |